# جاناتان سانتیاگو
جاناتان سانتیاگو (انگلیسی: Jonathan Santiago؛ زادهٔ ۹ ژوئن ۱۹۹۴) بازیکن فوتبال اهل فرانسه است.
از باشگاه‌هایی که در آن بازی کرده‌است می‌توان به باشگاه فوتبال المپیک مارسی اشاره کرد.